# تعريف لوكس فلود للأحماض والقواعد
تاريخ تعريف لوكس فلود للأحماض والقواعد
قام علماء كثيرون بوضع تعريفات متعددة للأحماض والقواعد الكيميائية لتصنيفها وتحليل تفاعلاتها بدءاً من العالم أرهنيوس ثم نظرية برونستد-لوري ومن بعدهما العالم لويس، ثم جاء العالم الألماني لوكس (Hermann Lux) ليقترح تعريفاً جديداً في عام 1939م ومن ثمّ طور العالم فلود (Håkon Flood) على أفكاره حوالي عام 1947م ، ليضيفا تعريفاً للحموض والقواعد باسمهما.

## نظرية لوكس فلود
يعرف لوكس_فلود الحمض على أنه مستقبل لأيون الأكسجين (O-2)، والقاعدة هي المادة التي تمنح أيون الأكسجين، مثل:
Base = Acid + O-2
SiO4 = SiO2-2 + O-2
CaO = Ca+2 + O-2
وهذه بعض التفاعلات كأمثلة عليها:
MgO(base) + CO(acid) → MgCO3
CaO(base) + SiO2(acid) → CaSiO3
NO3−(base) + S2O72−(acid) → NO2+ + 2 SO42−
و تعد هذه النظرية مفيدة في تنظيم تفاعلات مركبات الغازات النبيلة، وخاصة أكاسيد الزينون، والفلورايد، وتستخدم أيضًا في الكيمياء الجيولوجية الحديثة والكيمياء الكهربائية للأملاح الذائبة.
ويركز هذا التعريف على المركبات الحمضية أنهيدريد، ومثال ذلك الأكاسيد الحمضية حيث تعتبر حامض أنهيدريد، وتنتج في الوسط المائي أحماضاً بروتونية يعني أنها تكسب بروتون، بينما الأكاسيد القاعدية هي أنهيدريد قاعدي وتنتج أيون الهيدروكسيل في الوسط المائي، ويجدر بالذكر أن هذا المفهوم يقتصرعلى أكاسيد المعادن غير العضوية وتفاعلاتها في الحالة المنصهرة.